# Оцуки Фумихико
Оцуки Фумихико (яп. 大槻 文彦 о:цуки фумихико, 22 декабря 1847 — 17 февраля 1928) — японский лексикограф, лингвист и историк. Наиболее известен своими японскими словарями, которые он редактировал: «Гэнкай» (言海, дословно «море слов», 1891) и его продолжение «Дайгэнкай» (大言海, дословно «великое море слов»; 1932—1937) и своими работами по японской грамматике.

## Биография

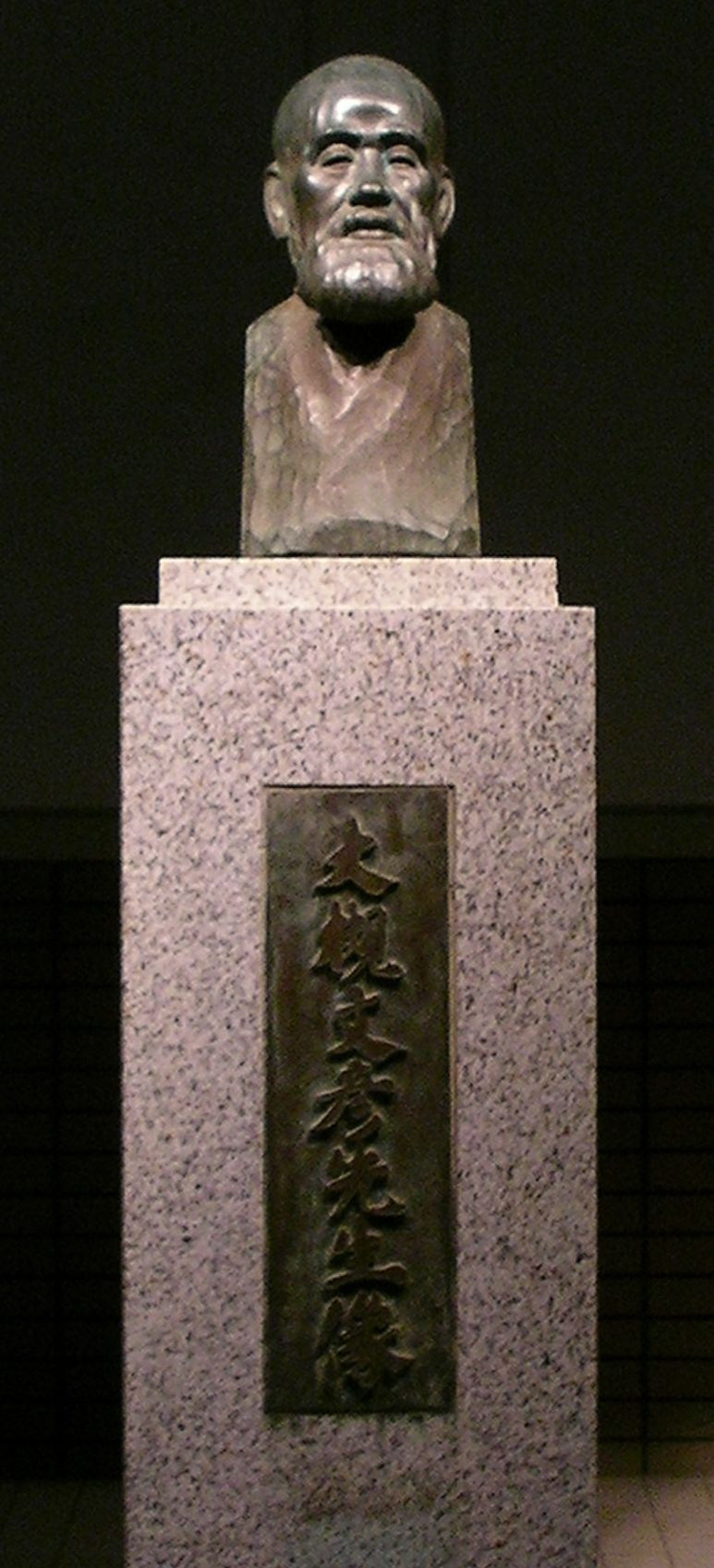
Бюст Оцуки в начальной школе Сендай, префектура Мияги

Оцуки Фумихико родился в Кобики-тё (木挽町), районе Эдо, который теперь входит в квартал Гиндза (Токио). Он был третьим сыном конфуцианского и западного учёного Оцуки Гэнтаку (大槻玄沢). Следуя семейной традиции, он взялся за западные науки, изучая английский и математику в школе Кайсэйдзё (одного из предшественников Токийского университета).
В молодости Оцуки работал советником клана Сендай и участвовал в битве при Тоба-Фусими на войне Босин, после которой началась Реставрация Мэйдзи. В новую эпоху он работал переводчиком, изучая английский у американцев в портовом городе Йокогама. Около 1872 года он присоединился к редактированию англо-японского словаря для Министерства образования, а позже работал над учебниками и преподавал в школах префектуры Мияги.
Хотя Оцуки покрыл расходы за публикацию первого «Генкай» из собственного кармана, со временем словарь переиздали и распространили коммерческими изданиями, которые разошлись тысячами экземпляров. Частично словарь основан на западной модели монолингвистичных словарей и содержит базовую информацию о словах — их представления каной и кандзи, толкование на японском языке, а также произношение, этимологию и примеры их использования. Рюноскэ Акутагава, однако, выразил неудовольствие толкованиями Оцуки — так, о кошке в его словаре сказано: «Ласкова, легко приручается; держат ее, потому что хорошо ловит мышей. Однако обладает склонностью к воровству. С виду похожа на тигра, но длиной менее двух сяку», что, по мнению Акутагавы, можно расценивать как клевету на кошку. Преемник этого словаря, четырехтомный «Дайгэнкай», хоть и публиковался под именем Оцуки и базировался на части его работы, вышел в свет через несколько лет после его смерти и был завершен другими лексикографами.
Труды по грамматике Оцуки, особенно «Исчерпывающая японская грамматика» (広日本文典 ко:-нихон-бунтэн) и «Грамматика разговорного японского» (口語法 ко:гохо:), оказали большое влияние на преподавание японской грамматики целых поколений вплоть до нашего времени.